# Cyathea curranii
Cyathea curranii är en ormbunkeart som beskrevs av Edwin Bingham Copeland. Cyathea curranii ingår i släktet Cyathea och familjen Cyatheaceae. Inga underarter finns listade.